# Kotsis Iván
Id. Kotsis Iván (Arad, 1889. december 15. – Budapest, 1980. január 11.) Ybl-díjas magyar építész, építészettörténész. A műszaki tudományok doktora.

## Életpályája – munkássága

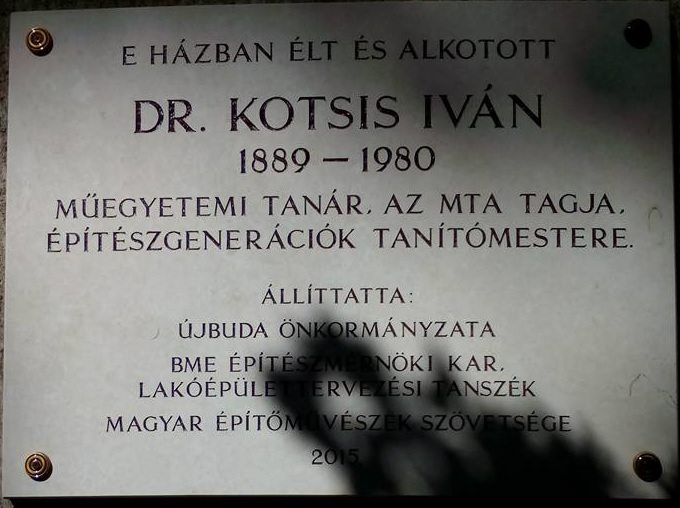
Kotsis Iván emléktáblája Budapest XI. kerületében, Kanizsai utca 5.

Apja, Kotsis Lajos (1854-1922) építészeti képesítését a müncheni műegyetemen, majd pedig a bécsi képzőművészeti akadémián szerezte meg. Kisgyermekkorától kezdve fivérével, Endrével természetesnek tartották, hogy az építészeti pályát fogják választani. Már gyermekkoruktól kedve járták apjuk épületeit.
Középiskolai tanulmányait az aradi állami főreáliskolában végezte, majd annak befejezése után Budapestre került és 1907 szeptemberében beiratkozott a Műegyetemre. Tanárai kivétel nélkül nagytekintélyű, kiváló szakemberek voltak: Hauszmann Alajos, Pecz Samu és Schulek Frigyes. Első pályázatát a „Czigler Győző néhai egyetemi tanár alapítványi díj”-ra készítette, amit meg is nyert.
Oklevelének megszerzése után 1911 szeptemberében az újkori építészeti tanszékre került, mint tanársegéd, majd hosszabb tanulmányutat tett Olaszországban, Németországban és Ausztriában. 1912 szeptemberétől ismét a Műegyetemen volt, ahol rövidesen adjunktussá nevezték ki. Oktatói tevékenysége mellett már önálló tervezési munkát is végzett, valamint több pályázatot is készített.
Részt vett a Sváb Gyula-féle iskolaépítési programban, ahol több iskolaépületet tervezett (Mezőkapus, Sorostély, Fugyivásárhely).
Az első világháború idején hadmérnökként szolgált. Leszerelése után visszatérve az egyetemre már 1918-ban műszaki doktori oklevelet, majd 1920-ban az olasz építészet tárgyköréből, magántanári képesítést szerzett. 1922-től az Épülettervezési Tanszéken oktatott. 1927-től kezdve – a tanszéken is – fokozatosan elhagyták a történelmi formákban való tervezést és átálltak a modern irányzatokra. 1945-ben a Magyar Tudományos Akadémia levelező tagja lett. 1949-ig egyetemi tanár volt, majd nyugdíjazták és eltávolították az egyetemről. 1955–1966-ig a KÖZTI-nél, (Középülettervező Iroda) dolgozott. 1961-ben megkapta az Ybl-díj I. fokozatát „az építészek nevelésben kifejtett több évtizedes munkásságáért”. 1969-ben a Budapesti Műszaki Egyetem Díszdoktorává választotta. Életművében egyaránt kiemelkedő építésztervezői tevékenysége és pedagógusi munkássága.
Tervezői pályája kezdetén – 1918-1930 között – neobarokk stílusban alkotott. (Zalaegerszegi Ferences templom, József főherceg tihanyi kastélya). Kiemelkedő munkája volt a historizáló neoromán stílusú Regnum Marianum templom a Budapest Városliget szélén. (1951-ben Felsőbb pártutasításra – Rákosi – lebontották).
Az 1930-as évek elején munkáira hatott a novocento. Balatonboglári római katolikus templomát (1931-32) műemléké nyilvánították. A harmincas évek második felében több lakóházat tervezett Budapesten modern stílusban. (Bajza utca 4., Árvácska utca 5., Fehérvári út 135-137.). Megvalósított több műszaki létesítményt és egészségügyi intézményt is. 1935-36-ban és 1955-62-ben része volt Székesfehérvár egységes utcaképének kialakításában. 1945 után több középület újjáépítését, átalakítását irányította. MTA székház, Erkel színház, soproni Petőfi színház, Budapesti füvészkert pálmaháza, stb.). Részt vett – építésztársaival együtt – a budai vár helyreállításának tervezésében is.
Szakirodalmi munkássága is jelentős volt, főleg az építéstörténet és épülettervezés területére terjedt ki. Számos könyve jelent meg a reneszánsz építőművészettel kapcsolatban, de foglalkozott a mai – 1939 – magyar építészettel is.
1980. január 11-én 90 éves korában halt meg. Hamvait a Farkasréti temető 46/3-1-27. sz. alatti védett sírhelyen őrzik, apja és testvére földi maradványaival együtt.

## Munkái

### Tervezett és megvalósult épületei
- 1911. Antik síremlék terve (Czigler pályázat)
- 1912. Színház és Vigadó pályaterve, Nagybecskerek.
- 1913. Római katolikus templom pályaterve, Arad.
- 1914. Városháza pályaterve, Mezőtúr.
- 1914. Ferenc József jubileumi templom pályaterve
- 1914. Állami iskolák és tanulólakások tervei (Sorostély, Mezőkapus, Fugyivásárhely, Torda-Aranyos Vármegye)
- 1917. József fiú-árvaház beépítési tervpályázata
- 1918. Tervezet a budapesti Magyar Királyi József Műegyetem építész osztályának önálló épületére (doktori disszertációként benyújtva. Megjelent: Moderne Bauformen 1921. május)
- 1920. Kislakás telep kétszobás lakásokkal Sümeg
- 1921. Miskolci temető épületeinek pályaterve
- 1921. Magyar Jogász Sportegylet margitszigeti klubházának tervei
- 1922. Kossuth-kastély Széphalmon

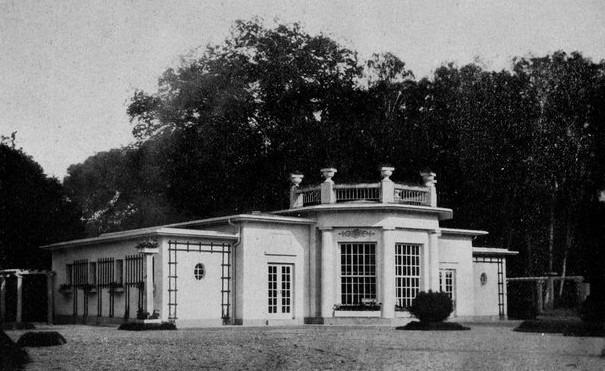
Tejivócsarnok a Margit-szigeten

- 1922. Tejivó csarnok. Budapest – Margitsziget
- 1922. Vámőrség laktanya típusterve (Gyékényesen megvalósult)
- 1922. A margitszigeti galamblövő-telep terve
- 1922. gróf Széchenyi-Wolkenstein Ernő lakóháza, Bodrogkeresztúr
- 1923. Néprajzi Múzeum pályaterve (díjazott)
- 1923. Kotsis Iván saját nyaralója. Balatonboglár
- 1923. Lakóház. Budapest, XII. Istenhegyi út 9923/ Hrsz.
- 1924. néhai Kotsis Lajos síremléke. Budapest, Farkasréti temető, 46/3-1-27. sírhely.
- 1924–1925. József Főherceg kastélya, Tihany
- 1925. Esterházy Pál herceg pavilonja a soproni mezőgazdasági és ipari kiállításon (Kotsis Endrével)
- 1925–1927. Károly király emléktemplom és Ferenc rendi kolostor, Zalaegerszeg
- 1925–1928. Magyar Királyi Csendőrőrs laktanyák (megvalósult: Hegyeshalom)
- 1926–1927. Biológiai Kutató Intézet Tihanyban
- 1926–1930. a városligeti Regnum Marianum templom (a Rákosi-korszakban elbontva)
- 1927. Szegedi fogadalmi templom előtti tér rendezése, tervpályázat (megvétel)
- 1927. Csepel, Kvassay-zsilip, zsilipkezelő épület
- 1927. Tass, turbinaház a Soroksári-Duna-ágon
- 1927. Pergola a BME kertjében
- 1927. Újtihany, Kikötő-ház
- 1927. Vármegyeháza emeletráépítés és átalakítás, Zalaegerszeg
- 1927–1928. Luther-ház, Nyíregyháza
- 1928. Rendőrkapitányság és csendőr parancsnokság épülete, Balassagyarmat
- 1928. Katolikus Nővédő Egyesület. Munkásnők otthona. Budapest, IX. Bokréta utca 3.
- 1928. Családi nyaraló Balatonfűzfő-telep
- 1928. Magyar Királyi Csendőrség, Gyógyház, Balatonfüred (megjelent: NEUVAS FORMAS Revista de Arquitectura Y Decoration. 1934/6. Madrid)
- 1928. Tejivócsarnok és zenepavilon, Budapest – Városliget
- 1928. Nyaraló, Tihany
- 1928. Gyógyüdülő, Balatonfüred
- 1928–1929. Állami Ápoló és Védőnőképző Intézet. Budapest, IX. Gyáli út
- 1929. Orvosok háza a Magyar Királyi Közegészégügyi Intézet keretében. Budapest, IX. Delej utca
- 1929–1930. A cisztercita rend III. Béla királyról elnevezett reálgimnáziuma és rendháza, Baja
- 1930. Tihanyi félszigeten épülő szálloda terve
- 1931. Diák nyaralótelep, Újtihany
- 1931–1932. balatonboglári római katolikus templom
- 1932. Duzzasztógát, Rábatorok
- 1932. dr. Novák Miklós családi háza, Szekszárd
- 1933. Lakóház. Budapest, XII. Muskátli utca 4.
- 1933. Nyaraló. Balatonkenese
- 1933. Nemzeti emlékcsarnok pályaterve a Hármashatárhegyre
- 1934. Gabonatároló, Szolnok
- 1934. Plébániaépület, Balatonboglár
- 1934. dr. Kresz Gyula nyaralója. Balatonkenese (megjelent: Baumeister. 1935/3. sz.)
- 1935. Budapest, Koronaőr utcai leánygimnázium pályaterve
- 1935. Komáromi római katolikus templom pályaterve
- 1935–1936. Székesfehérvár, városháza kiépítése
- 1936. Lakóház. Budapest, VII. Bajza utca 4.
- 1936. Lakóház. Budapest, II. Ganz utca 11/a.
- 1936. Aerodinamikai Intézet a Műegyetemen. Budapest
- 1936. A bazaltbánya üzemvezető mérnökének lakóháza. Nógrádkövesd
- 1937. Deák Áruház átalakítása. Székesfehérvár
- 1937. Lakóház. Budapest, II. Árvácska utca 5.
- 1937–1939. Lakóház. Budapest, XI. Fehérvári út 135–137.
- 1938. Országos Közegészségügyi Intézet. Hivatali és tanfolyami épület. Budapest, IX. Gyáli út 2.
- 1939. Lakóházak. Székesfehérvár, Prohászka Ottokár utca – Vár körút
- 1939. A cisztercita rend első bérháza, Székesfehérvár
- 1940. Berényi úti lakótelep, Székesfehérvár
- 1940. Lakóház. Budapest, II. Orló utca 14.
- 1940. Kiscell kolostor átépítése. Budapest
- 1940–1942. Tüdőgondozó. Budapest-Pestszentlőrinc
- 1941. Berényi úti egészségház. Székesfehérvár
- 1941. Püspöki bérház. Székesfehérvár
- 1941–1942. Állami Védőnőképző Intézet. Kolozsvár
- 1941. Budapest, III. Hunor utcai kislakásos bérházak
- 1941–1942. Ciszterci rend „B” bérház együttes. Székesfehérvár
- 1942. Kultúrház (Lengyel iskola). Balatonboglár
- 1942. MÁVAG lakótelep. Diósgyőr
- 1942. Újpesti Városháza kibővítésének terve
- 1943. Hazai Papírgyár Rt. lakóháza, Balatonfűzfő
- 1945. Budapest, Királyi vár homlokzatának helyreállítására tett első javaslat
- 1945. Dunaparti szálloda helyreállítása. Tervpályázat
- 1950–1953. Budapest várpalota helyreállítása (4. verzió)

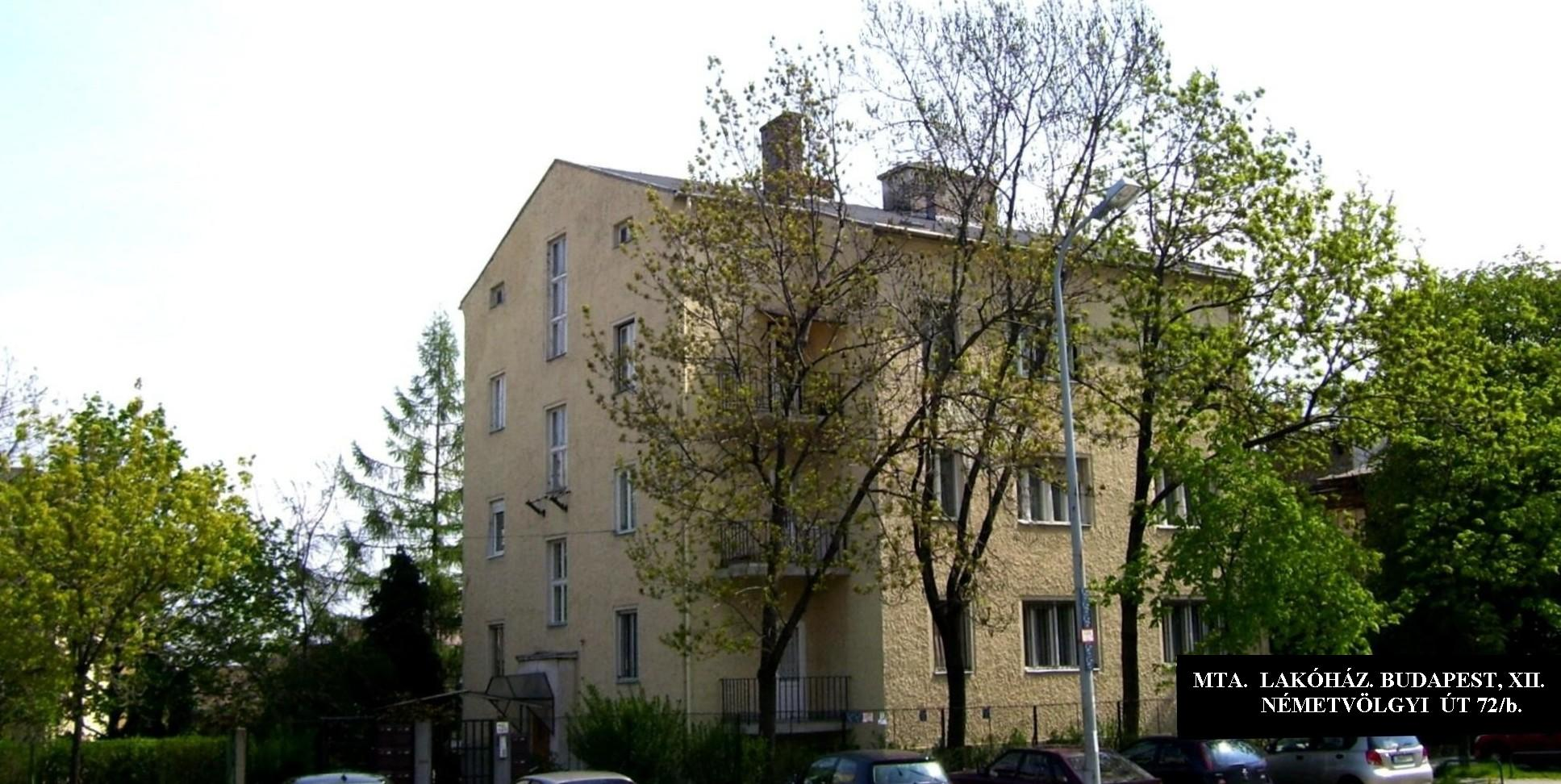
Budapest, XII. Németvölgyi út 72b. lakóház 1955

- 1955. MTA. lakóháza. Budapest, XII. Németvölgyi út 72/b.
- 1956. Budapesti Vigadó helyreállítási terve
- 1958–1960. Beruházási Bank székháza. Székesfehérvár
- 1961. Cziráky-kastély műemléki átépítésének terve. Lovasberény
- 1973. Piarista gimnázium bővítésének terve

### Fontosabb publikációi
- 1917. Az olasz renaissance építőművészet alaktana. Budapest
- Családi-házak; Németh, Bp., 1920
- 1921. Az olasz renaissance építőművészet formaképzése, homlokzati és téralakítása. Budapest
- 1921. Épületek alaprajzi megoldásai. Budapest
- 1921. A renaissance építőművészet formái. Budapest
- 1922. Tervezetek, 1912-1922. Budapest
- 1927. A közép-európai renaissance építőművészet alaktana. Budapest
- 1928. Családi házak és nyaralók. Budapest
- 1930. Építésznevelés a Műegyetemen (Tér és Forma. 1930/4. sz. 192-195. old.).
- 1939. A mai magyar építészet. Budapest
- 1939. A székesfehérvári régi városháza helyreállítása és kiépítése. Budapest
- 1940. Esztétikai szempontok a magyar vidéki városok képeinek kialakításánál. Székesfehérvár városképének rendezése. Budapest
- Közép- és kislakások alaprajzi megoldásai bérházakban; Pátria Ny., Bp., 1942 (A Mérnöki Továbbképző Intézet kiadványai)
- 1942. Kis- és középlakások alaprajzi megoldásai. Budapest
- 1942. Sorházak alaprajzi megoldásai. Budapest
- 1942. Az építészet. Budapest
- 1944. Lakóépületek tervezése. Budapest
- Tervgyűjtemény a m. kir. József-nádor Műegyetem építészhallgatóinak az 1. számú épülettervezési tanszéken készült munkálataiból; Egyetemi Ny., Bp., 1944
- 1945. Épületek és tervek. Budapest
- 1946. Térművészet. Budapest
- Épületek és tervek; Pósa Könyvkereskedés, Bp., 1946
- Az olasz renaissance építőművészet homlokzati és térrendszerei; Műegyetemi Ny., Bp., 1947 (A Mérnöki Továbbképző Intézet kiadványai)
- 1948. Az újkor építészetének tárgymutatója. Budapest
- 1965. Visszaemlékezések tanulságok (Magyar Építőművészet 1965/2.)
- 1986. A dél-németországi építészet a két világháború között (Magyar Építőművészet)
- Írások, házak, tanítványok; szerk. Perényi Tamás; Budapesti Műszaki és Gazdaságtudományi Egyetem Lakóépülettervezési Tanszék, Bp., 2009
- Életrajzom; szerk. Prakfalvi Endre; HAP Galéria–MÉM, Bp., 2010 (HAP-könyvek)

## Képgaléria

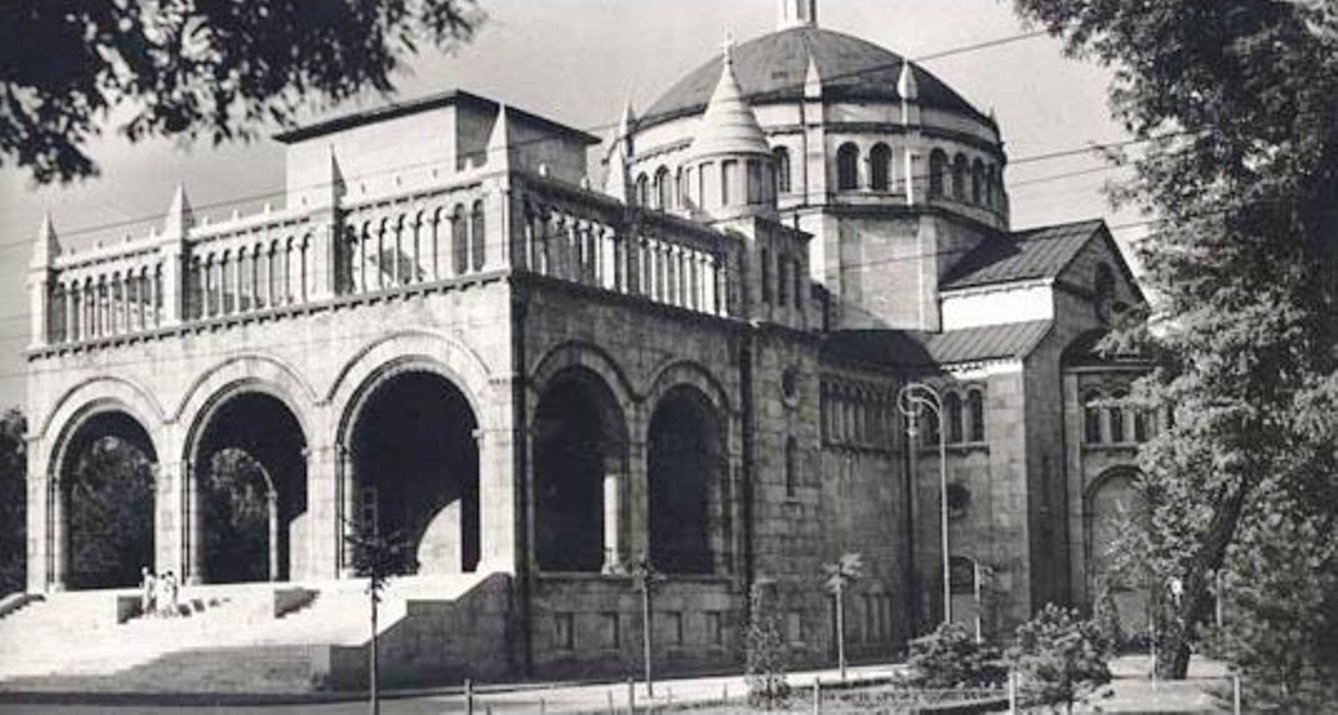
Regnum Marianum templom 1926-1930
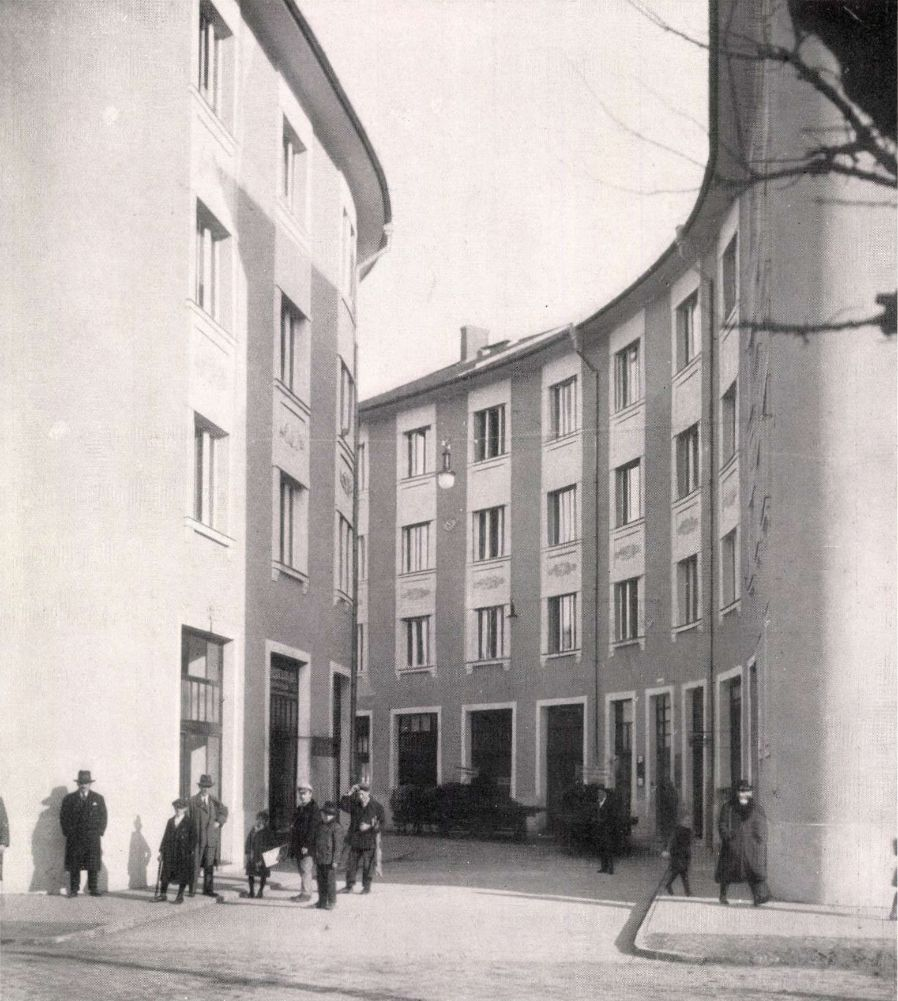
Luther-ház, Nyíregyháza 1927-1928
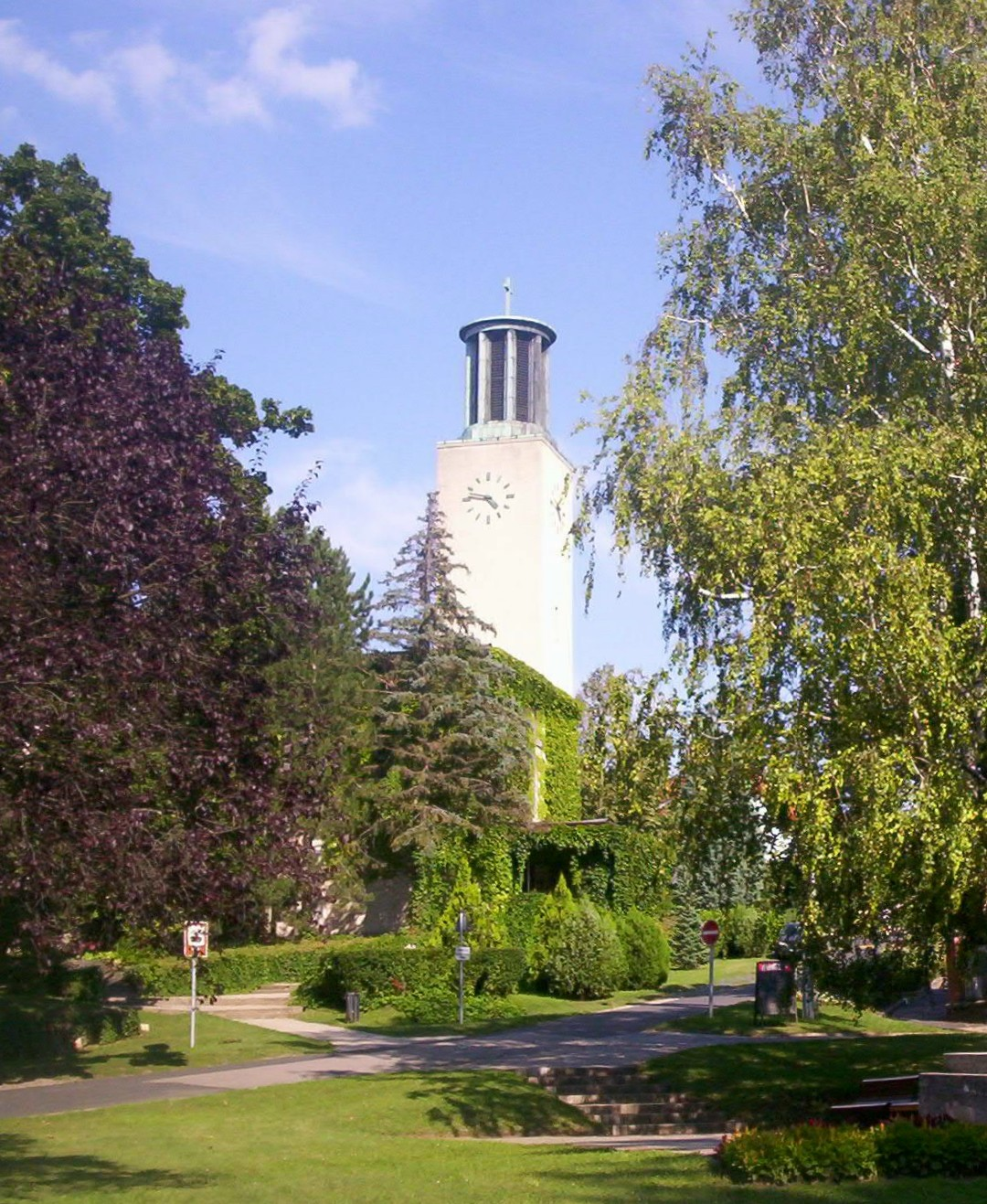
Balatonboglári római katolikus templom 1931-32

## Emlékezete
- 1918. Műszaki doktor
- 1945. Magyar Tudományos Akadémia levelező tagja.
- 1961. Ybl-díj I. fokozata kitüntetés: "az építészek nevelésében kifejtett több évtizedes munkásságáért."
- 1969. a Budapesti Műszaki egyetem "Díszdoktorrá" avatta.

"A személyemet ért nyilvános megtisztelő ünnepléseket, még ha a legőszintébb szándékból is fakadtak, sohasem kedveltem és korom előhaladásával mind nehezebben tudtam elviselni. Eltekintve, hogy a részemre rendezett mindenfajta ünneplés mindig is kimozdított a kedvelt hétköznapok csendes kerékvágásából, jelen esetben (a 80. születésnap) még két külön tényező tette nehézzé annak elfogadását. Az egyik az, hogy egy bizonyos életkor elérése senkinek sem tudható be érdemül, ami elismerést vonhat maga után; a másik pedig az, hogy nem túlságosan hizelgő, hogy életerejében bízó, és aktív munkára vágyakozó ember előtt nyomatékosan tudatosítják, hogy megöregedett."
- 1979. kilencvenedik születésnapja alkalmából az Elnöki Tanács kitüntetésben részesíti.
- Csonka Pál: Nekrológ Kotsis Iván elhunyta alkalmából[halott link]
- Hagyatékát a Magyar Építészeti Múzeum őrzi. (LAPIS ANGULARIS. Források a Magyar Építészeti Múzeum gyűjteményéből. 1995. Kotsis Iván. 174-299. oldal. A kiadványban Kotsis Iván önéletrajza is szerepel).
- "1989-ben a Magyar Építőművészek Szövetsége – tanítványai és tisztelői javaslatára – megalapította a Kotsis Iván-érem kitüntetést, melyet a szakmai "fair-play" díjnak is neveznek és általában évente egy fő kapja meg."[7]
- a Nemzeti Kegyeleti Bizottság a Farkasréti temetőben a 46/3-1-27. sz. sírját védetté nyilvánította. (Kotsis Iván a sírkövet édesapja, Kotsis Lajos sírjához tervezte és helyeztette el. A sírban édesapja, öccse Endre és a saját földi maradványai vannak eltemetve).
- Moravánszky Ákos: Száz éve született Kotsis Iván. (Magyar Építőművészet.1989/5.sz).
- Szathmáry Gyöngyi Archiválva 2008. április 13-i dátummal a Wayback Machine-ben szobrász: Kotsis Iván mellszobra a BME parkjában. 1998. (Szrogh György: szoboravató beszéd a Műegyetem kertjében.)

## Lásd még
- Magyar építészet a 20. század első felében
- Magyar akadémikusok listája